# DG Tauri
DG Tauri (DG Tau / DG 32 / HBC 37) es una estrella que se encuentra en una región de formación estelar en la constelación de Tauro, a unos 450 años luz del sistema solar. De magnitud aparente +12,79, es una estrella T Tauri con un espectro peculiar.
DG Tauri es una estrella de tipo espectral K5 - M0.
Extremadamente joven, tiene una edad comprendida entre 1,3 y 2,2 millones de años —compárese con los 4500 millones de años de antigüedad que tiene el Sol—.
Con una temperatura efectiva entre 4205 y 4775 K, es 3,6 veces más luminosa que el Sol.
Tiene un radio 2,5 veces más grande que el radio solar y completa una rotación cada 6,7 días.
A unos 50 segundos de arco de DG Tauri, existe otro objeto, denominado DG Tauri B, que parece ser una protoestrella todavía alojada dentro del material circundante. Detectada en ondas de radio, imágenes en el infrarrojo cercano muestran, probablemente no a la protoestrella, sino una gruesa banda de polvo vista de perfil.

## Chorros de rayos X

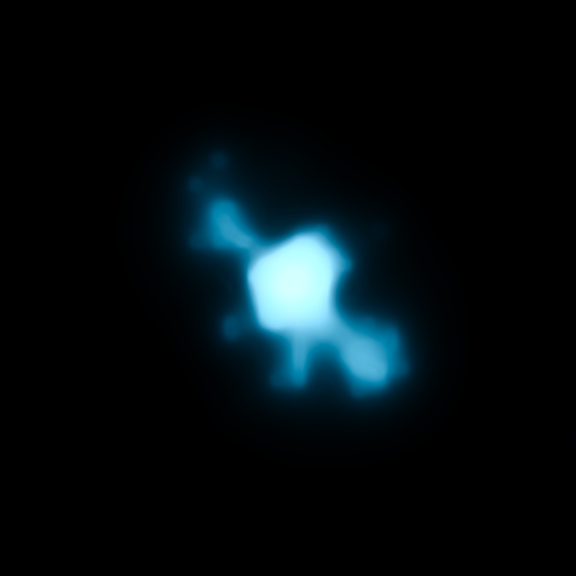
Imagen de DG Tauri obtenida con el Telescopio espacial Chandra.

Imágenes obtenidas por el Telescopio espacial Chandra permiten observar dos chorros ("jets") de rayos X extendiéndose unas 700 UA en ambos sentidos desde DG Tauri. 
Uno de los jets es más energético que el otro, siendo la explicación más probable que parte de los rayos X de baja energía de uno de los jets son absorbidos por un disco circunestelar que rodea a la estrella.
El disco propiamente dicho resulta demasiado frío como para ser detectado en la imagen.
Se ha sugerido que los rayos X de una estrella joven típica pueden afectar significativamente las propiedades del disco circundante, calentándolo y creando partículas ionizadas.
Se piensa que en alguna etapa de la evolución de las estrellas jóvenes pueden existir rayos X de alta energía. Esto podría haber sucedido durante las primeras etapas de la formación del Sistema Solar, pudiendo la joven Tierra haber estado expuesta a jets de rayos X como los de DG Tauri. Aunque no se conocen los efectos que éstos pudieran haber causado, es posible que, en conjunto, hubiesen sido más positivos que negativos. Ionizando el disco circunestelar, los rayos X podrían haber generado una turbulencia que hubiera tenido un efecto sustancial en la órbita de la joven Tierra, impidiendo que se precipitase hacia el Sol. Además, la irradiación de rayos X puede ser haber sido importante en la creación de moléculas complejas en el disco circunestelar, moléculas que finalmente terminarán formando parte de los planetas.